# Pocockia sapiens
Pocockia sapiens är en mångfotingart som beskrevs av Filippo Silvestri 1895. Pocockia sapiens ingår i släktet Pocockia och familjen Metopidiotrichidae. Inga underarter finns listade i Catalogue of Life.